# Lunéville
Lunéville es una comuna en la región francesa de Lorena. Es una subprefectura del departamento de Meurthe y Mosela. Población (2007): 20.078 habitantes. Se ubica en el noreste de Francia, sobre el río Meurthe. Los habitantes de Lunéville se llaman en francés Lunévillois. En alemán la villa se llama Lünenstadt.
La villa lleva como armas: sobre un campo de oro, una banda de azul cargada de tres medias lunas de plata.

## Demografía
| 11 691 | 10 436 | 11 555 | 11 247 | 12 285 | 12 798 | 12 278 | 12 476 | 15 301 | 15 528 | abs. | 12 369 | 16 041 | 18 136 | 20 500 | 21 542 | 22 599 | 23 269 | 24 266 | 25 587 | 24 366 | 23 263 | 24 668 | 23 665 | 20 377 | 22 690 | 21 618 | 23 177 | 22 709 | 21 468 | 20 711 | 20 200 | 20 078 |
| Para los censos de 1962 a 1999 la población legal corresponde a la población sin duplicidades (Fuente: INSEE [Consultar]) |        |        |        |        |        |        |        |        |        |      |        |        |        |        |        |        |        |        |        |        |        |        |        |        |        |        |        |        |        |        |        |        |

## Historia
El Tratado de Lunéville se firmó aquí el 9 de febrero de 1801 entre la República francesa y el Imperio austríaco por Luis, Conde Cobentzel, y José Bonaparte.

## Economía
- Construcciones mecánicas, ferroviarias, eléctricas y electrónicas
- Textil
- Muebles y juguetes
- Conservas

## Visitas
La principal atracción turística es el castillo de Lunéville que sufrió serios daños cuando se incendió en enero de 2003. Lunéville es también conocido por su industria de cerámica vidriada. El palacio del siglo XVIII, residencia de Estanislao I Leszczynski, resultó dañado durante la Segunda Guerra Mundial.
La sinagoga se construyó en 1786 gracias al permiso expreso otorgado por el rey Luis XVI. Era la primera que se construía en Francia desde el siglo XIII, y está clasificada como Monumento Histórico desde 1980.
La iglesia de Santiago en Lunéville es del siglo XVIII, de estilo barroco.

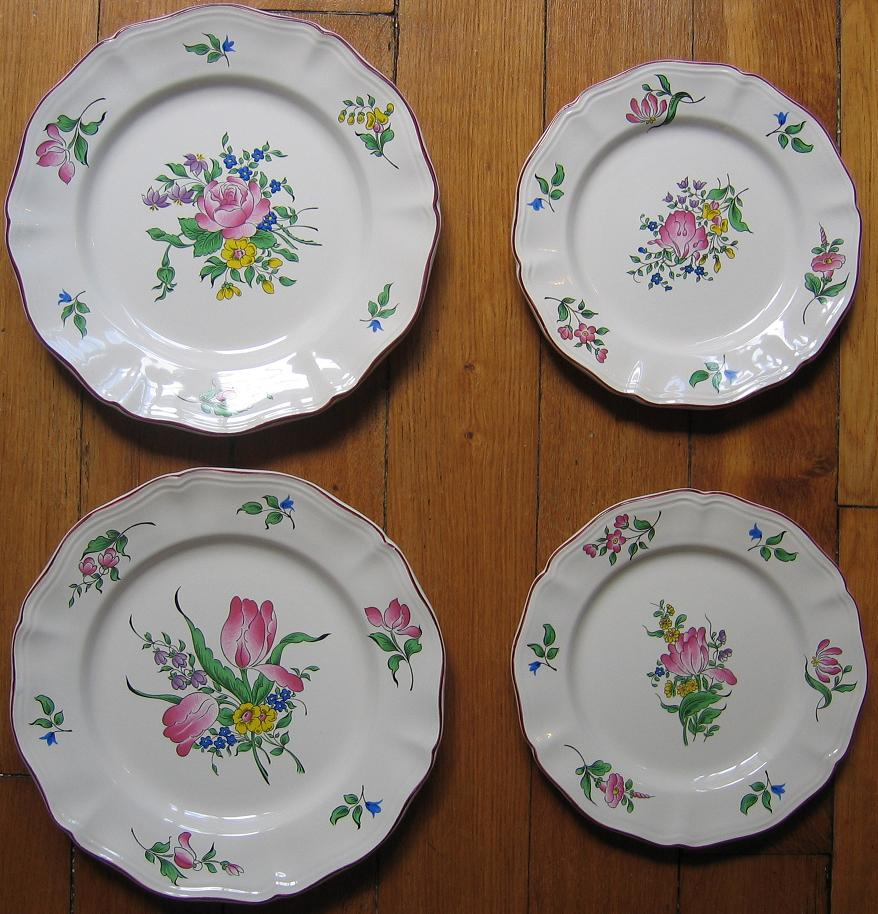
Cerámica de Lunéville
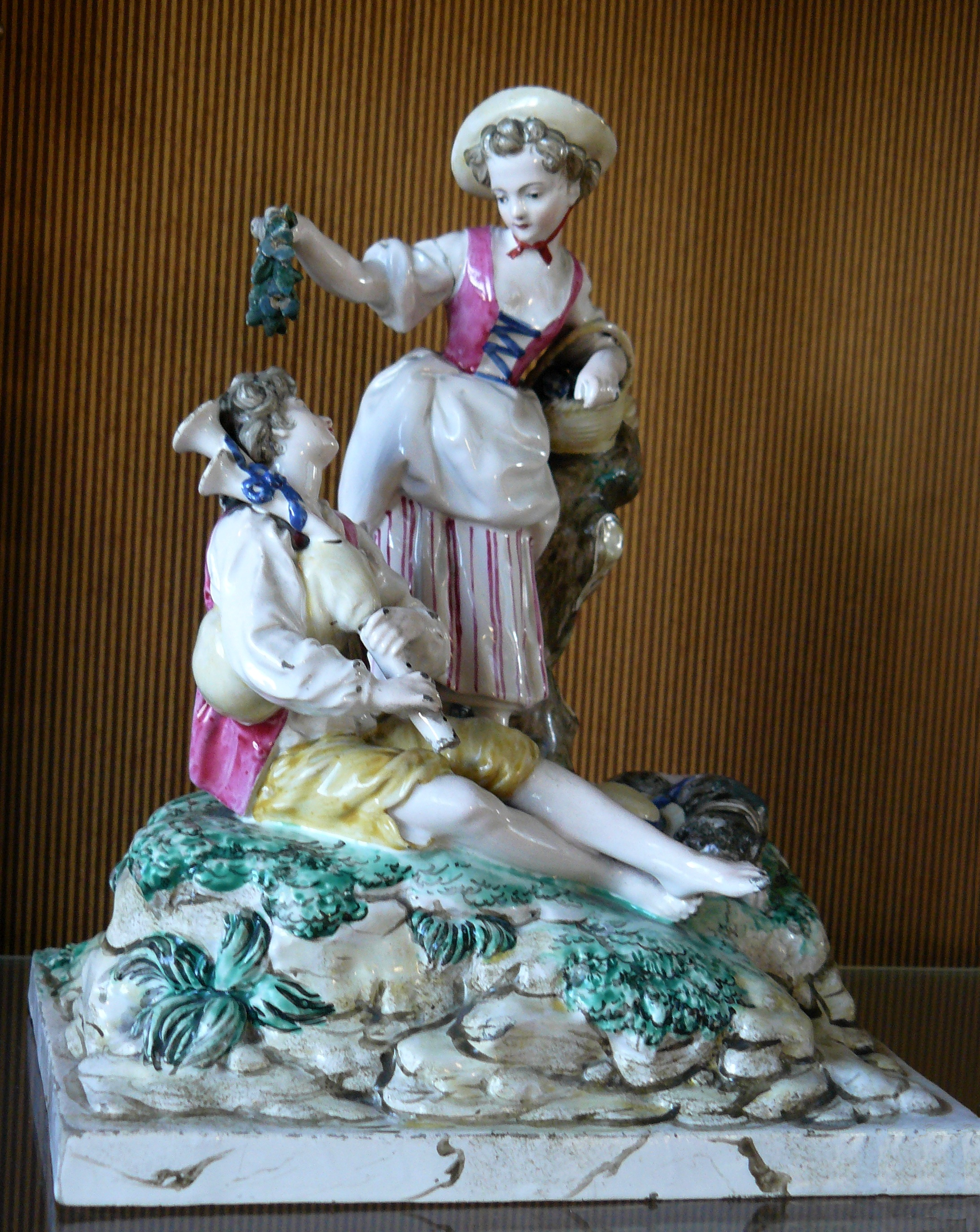
Statuaria Lunéville ca 1770 (Museo nacional de cerámica de Sèvres - Inv n° MNC 3756)
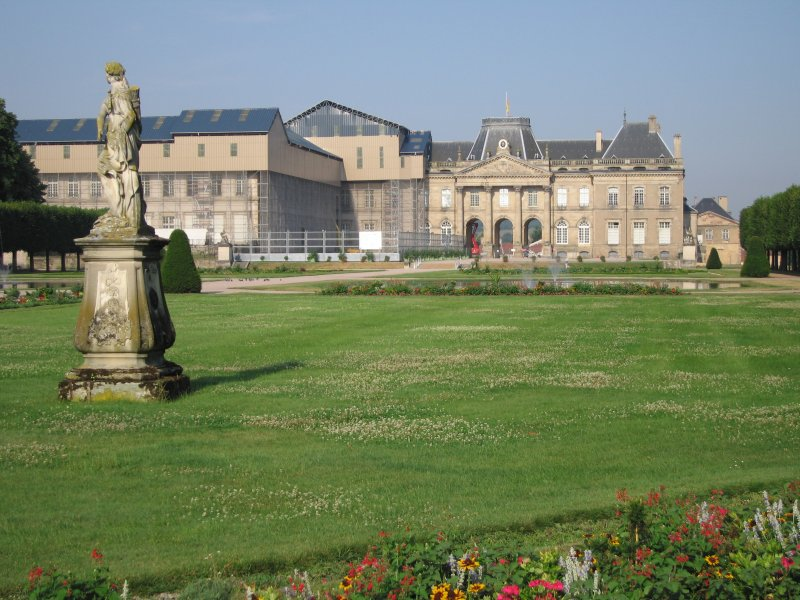
Castillo o chateau de Lunéville, erigido por encargo de Leopoldo I, duque de Lorena, entre 1703 y 1720

## Personas vinculadas
- El personaje más conocido vinculado con esta villa es el pintor Georges de La Tour (1593-1652); aquí produjo parte de sus obras y aquí falleció.
- En Lunéville nació el grabador Nicolas Béatrizet, quien desarrolló su carrera en Italia y alcanzó la fama con sus grabados de Miguel Ángel.
- Gaston Goor, pintor e ilustrador, nacido en la comuna.